# Minle (köpinghuvudort i Kina, Heilongjiang Sheng, lat 46,73, long 127,42)
Minle (kinesiska: 民乐, 民乐镇) är en köpinghuvudort i Kina. Den ligger i provinsen Heilongjiang, i den nordöstra delen av landet, omkring 120 kilometer nordost om provinshuvudstaden Harbin. Antalet invånare är 17 484. Befolkningen består av 8 365 kvinnor och 9 119 män. Barn under 15 år utgör 12,0 %, vuxna 15-64 år 79 %, och äldre över 65 år 7,0 %.
Runt Minle är det ganska tätbefolkat, med 185 invånare per kvadratkilometer. Närmaste större samhälle är Dongjin, 16,1 km väster om Minle. Trakten runt Minle består till största delen av jordbruksmark.
Genomsnittlig årsnederbörd är 871 millimeter. Den regnigaste månaden är juli, med i genomsnitt 215 mm nederbörd, och den torraste är januari, med 9 mm nederbörd.